# Херуски
Херу́ски (нем. Cherusker, лат. Cherusci, греч. Χηρούσκοι, Χαιρουσκοί) — древнегерманское племя, относящееся к восточной группе древнегерманских племён.

## Этимология
Тотемное название, обозначающее, вероятнее всего, «люди оленя».

## Общие сведения
Впервые о херусках сообщает Юлий Цезарь. Сведения об этом племени есть также у Тацита.
С конца первого тысячелетия до нашей эры херуски жили по обоим берегам среднего течения Везера и его притоков, а также в предгорьях хребта Гарц. Их владения простирались до бассейна реки Эльба. В 4 году нашей эры они оказались под властью Рима. В 9 году н. э., недовольные большими налоговыми сборами и набором рекрутов в римскую армию, херуски восстали под предводительством вождя Арминия. Они вместе с другими германскими племенами нанесли сокрушительное поражение в Тевтобургском Лесу трём римским легионам во главе с Квинтилием Варом.
Лишь через несколько лет херуски были разгромлены римлянами и их союзниками. Арминий продолжил воевать против Рима, пока не был убит в 21 году своими родственниками. После этого у херусков начались внутренние раздоры и войны с соседними германскими племенами. После 21 года нашей эры они были покорены племенами хаттов. Около 330 года остатки херусков вошли в племенной союз саксов. Херуски упоминаются в числе племен, противостоявших Константину Великому. Впоследствии, вероятнее всего, они вошли в племенные союзы таких древнегерманских племён, как франки и алеманны, и были ассимилированы ими.
В честь херусков назван астероид (568) Херуския, открытый в 1905 году немецким астрономом Паулем Гёцом.